# Uju Ugoka
Uju Ugoka, née le 24 mai 1993 à Lagos (Nigeria), est une joueuse nigériane de basket-ball.

## Biographie
Uju Ugoka évolue en Italie, d'abord à Vigarano puis dans le club plus renommé de Parme (30 matches, 16 points et 14 rebonds de moyenne). De 2016 à 2018, elle est dans le club polonais de  Lublin (24 matches joués, 31 minutes de jeu, 15,6 points, 10,8 rebonds et 21,3 d’évaluation en moyenne en 2017-2018). Durant l'été 2018, elle signe pour le club français de Roche Vendée. Blessée au genou durant l'hiver, elle est remplacée jusqu'en fin de saison par Aishah Sutherland. Elle est néanmoins conservée pour la saison suivante par le club. Pour sa seconde saison, elle tourne en championnat à 10 points à 45 % de réussite aux tirs à 2 points, 6,4 rebonds et 1,4 passe décisive pour une évaluation de 10,4 en un temps de jeu moyen de 25,8 minutes et participe à l'Eurocoupe.
Elle trouve preneur dans un autre club français pour la saison LFB 2020-2021 à Saint-Amand, où la rejoint son équipière en Vendée Jasmine Bailey. Blessée, elle est remplacée en janvier 2021 par l'internationale suédoise Elin Gustavsson.

## Clubs
- 2010-2015 :  Grayson (NCAA)
- 2015-2016 :  Gulf Coast (NCAA)
- 2015-2016 :  Hokies de Virginia Tech (NCAA)
- 2014-2015 :  Vigarano
- 2015-2016 :  ASD Basket Parme
- 2016-2018 :  Lublin
- 2018-2020 :  Roche Vendée
- 2020-2021 :  Saint-Amand Hainaut Basket